# Euridis
Euridis Business School est une école de commerce française créée en 1992 (privé).
Son campus principal se trouve à Paris. L'école est depuis implantée à Lyon, Nantes, Aix-Marseille, Toulouse, Lille, Bordeaux, Montpellier et Strasbourg.

## Historique
L'école est créée en 1992 par deux ingénieurs d'affaires, Jean-Christophe Chamayou et Dominique Broustau, à Roubaix et inaugure sa première promotion avec 24 étudiants. En 1997, Euridis Business School ouvre une filière en alternance. Jusqu'alors basée à Roubaix, Euridis s’installe en 1998 dans la région parisienne, à La Plaine Saint-Denis.
En 2002, Henri Neyrand devient président de l'école Euridis, il est actuellement toujours actionnaire majoritaire de l'école. Euridis, en 2009, en collaboration avec l'ESIEA, ouvre un centre de formation d'apprentis nommé CFA-ITE. En 2012, Bernard Hasson succède à Patrice Guillon comme directeur général d’Euridis.
Depuis 2015, l'école de commerce s'installe dans différentes régions de France afin de former les forces de vente des entreprises du secteur des hautes technologies. Les secteurs du numérique et de l'industrie sont deux secteurs en forte croissance avec des besoins en recrutement élevés.
En 2019, l'école de commerce est rachetée par le groupe Eureka Education détenant déjà le Groupe Sylvia Terrade. Bernard Hasson quitte la présidence. Perrine Puberl reste directrice générale.
Fin 2021, le campus principal déménage de la Plaine Saint-Denis pour s'implanter en plein cœur de Paris, rue Moncey.
En 2023, Adrien Gouvier devient Directeur Général d'Euridis Business School.

## Formations
Euridis propose des formations en alternance et en initiale :
- Bachelor Programme Grande École, accessible après un Bac. Formation en 5 ans avec deux premières années de tronc commun et le choix d'une spécialisation en troisième année.
- BTS NDRC (ex BTS NRC) « Négociation et Digitalisation de la Relation Client » en alternance, accessible en post-bac.
- BTS CCST (ex BTS TC « Technico Commercial ») en alternance, accessible en post-bac.
- BTS CI « Commerce International » en alternance, accessible en post-bac.
- Bachelor « Vente et Négociation commerciale », accessible à Bac+2. Formation en 1 an en alternance.
- Bachelor « Marketing Digital », accessible à Bac+2. Formation en 1 an en alternance.
- Bachelor « Commerce International », accessible à Bac+2. Formation en 1 an en alternance.
- Mastère « Ingénieur d’affaires et Business Developer », accessible en Bac+3 ou Bac+4. Formation en deux ans ou un an pour le MBA ingénieur d'affaires.
- Mastère International Business Manager, accessible en Bac+3. Formation en deux ans en alternance.
- Mastère Marketing et Digital Business, accessible en Bac+3. Formation en deux ans en alternance.

Ces formations sont reconnues par le RNCP titre de niveau 6 (ex titre de niveau 2) pour le Bachelor et titre de niveau 7 (ex titre de niveau 1) pour le Mastère.
Le recrutement se fait sur concours et entretiens individuels. En revanche, Les diplômes sont classés au classement SMBG :
- Le bachelor vente et négociation commercial est classé 4e ;
- Le master ingénieur d'affaires est classé 3e.

L'école est également accréditée par le label Happy At School, par l'organisme ChooseMyCompany. Elle se classe à la 5e place des écoles où il fait bon vivre en 2023.

## Campus
Euridis Business School est présente sur neuf campus en France :
- à Paris, depuis 1998, avec deux campus (post-bac et post-bac+2)
- à Lyon depuis 2015, dans le 2e arrondissement (campus post-bac+2).
- à Toulouse depuis 2016.
- à Lyon, second campus depuis 2019 dans le quartier de Confluence (campus post-bac)
- à Nantes depuis 2019.
- à Aix-en-Provence depuis 2019
- à Lille en 2020
- à Bordeaux en 2021[11]
- à Montpellier en 2023
- à Strasbourg en 2024
- à distance via un campus 100% digitalisé en 2021